# Hydrelia sinuosata
Hydrelia sinuosata là một loài bướm đêm trong họ Geometridae.